# Tempel der Athena Nike

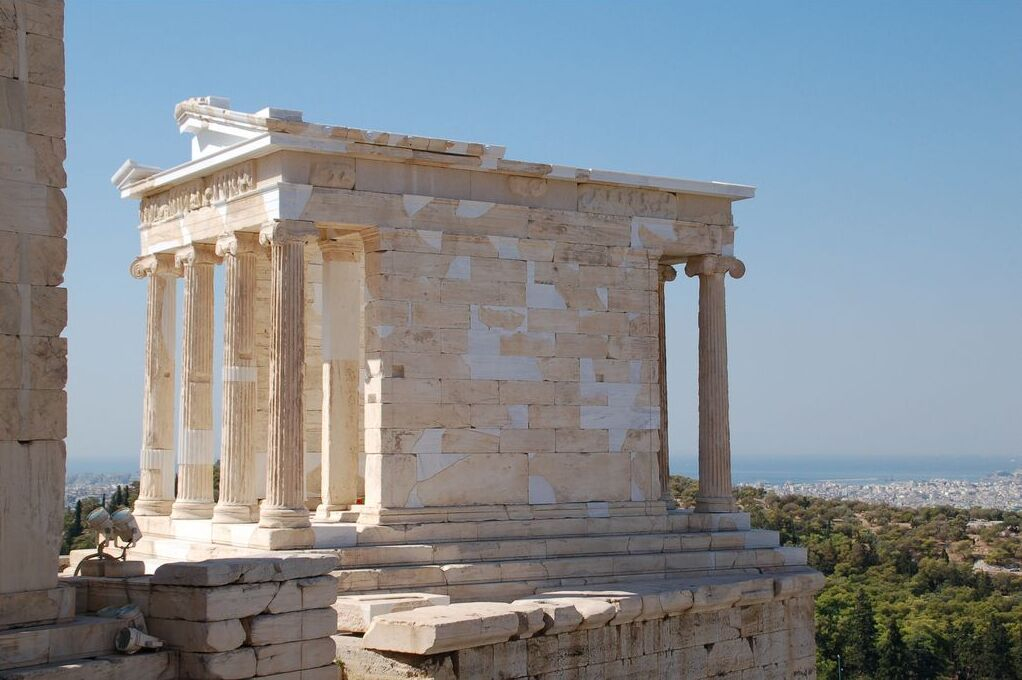
Niketempel von Nordosten gesehen

Der Tempel der Athena Nike, auch kurz Niketempel oder Tempel der Nike Apteros genannt, erhebt sich auf einer kleinen Bastion südwestlich der Propyläen der Athener Akropolis. Er ersetzte einen während der persischen Besatzung der Akropolis 480 v. Chr. zerstörten Vorgängerbau. 448 v. Chr. erging der Auftrag zum Neubau des Tempels an Kallikrates, einen der Architekten des Parthenon. Die Bauarbeiten scheinen aber erst während des Nikiasfriedens 421 v. Chr. aufgenommen worden zu sein. Etwa 410 v. Chr. war der Bau vollendet.

## Ältere Nutzung des Geländes

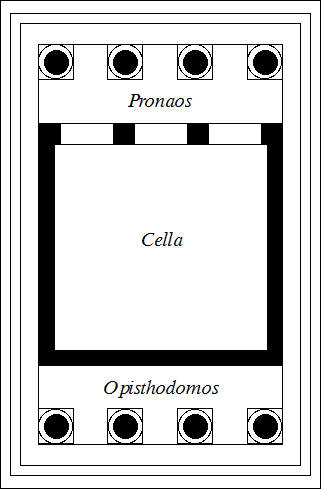
Grundriss des Tempels der Athena Nike; Norden links

Ein der Athena Nike geweihter heiliger Bezirk scheint bereits im 2. Viertel des 6. Jahrhunderts v. Chr. auf diesem zur Bastion erweiterten Sporn der Akropolis existiert zu haben. Ein Altar für Brandopfer, gefüllt mit – heute verlorenen – wohl archaischen Terrakotten, wurde etwa 1,40 Meter unterhalb des Niveaus klassischer Zeit gefunden. Ein kleiner Altar aus Kalkstein trug eine aufgrund des Schriftcharakters in die 2. Hälfte des 6. Jahrhunderts v. Chr. zu datierende Inschrift: Altar der Athena Nike – Patrokles hat ihn gemacht. Nach den Perserkriegen errichtete man Athena Nike und ihrem Kultbild einen kleinen, nur 2,47 × 3,65 Meter großen Naiskos aus äginetischem Kalkstein, dessen Ostseite gänzlich offen war. 450/445 v. Chr., vermutlich nach dem Friedensschluss des Kallias mit den Persern 449/448 v. Chr., wurde ein Bauauftrag erteilt, der Arbeiten nach Entwürfen des Kallikrates vorsah. Dem archäologischen Befund zufolge kam es jedoch nicht zur Umsetzung, ein Baustopp wurde verhängt, dessen Datierung offen ist.

## Baubeschreibung
Für den schließlich umgesetzten Neubau wurde zunächst die Bastion in ordentlichem Quaderwerk erweitert. Da hierbei bereits auf die 437–431 v. Chr. errichteten Propyläen Rücksicht genommen wurde, kann der Bau frühestens im Zusammenhang mit deren Planung konzipiert worden sein. Wahrscheinlich erst in der Zeit des Nikias-Friedens, ab 421 v. Chr., wurde der Entwurf des Kallikrates aus dem Jahr 448 v. Chr. umgesetzt.
Der ganz aus pentelischem Marmor errichtete kleine Tempel war 5,44 Meter breit, 8,27 Meter lang und 6,90 Meter hoch. Er erhob sich auf einem dreistufigen Unterbau, der Krepis. Sein Grundriss entspricht dem eines tetrastylen Amphiprostylos, das heißt an Front und Rückseite standen je vier Säulen vor der Cella. Auf Pronaos und Opisthodom verzichtete man – wohl aus Platzgründen. Der Tempel war ionischer Ordnung. Seine Säulen erhoben sich auf attischen Basen ohne Plinthen. Ein schmaler Wulst, gefolgt von einer hoch gezogenen Kehle, auf der ein horizontal geriefelter Wulst lag, bildete die Profilabfolge der Basen, die auch am Wandfuß der Cella wiederkehrt. Die Säulenschäfte waren monolithisch gearbeitet. Weit ausladende, im Verhältnis zu den Säulen schwere ionische Volutenkapitelle krönten die Säulen, die Eckvoluten der Ecksäulen waren nach außen gewendet. Die Säulenhöhe betrug 4,06 Meter, ihr unterer Durchmesser 0,52 Meter. Der lichte Abstand der Säulen, das Interkolumnium, betrug nur 1,03 Meter. Auf den Säulen lag der Architrav, der sich auch entlang der Cellawände hinzog. Er war in drei Faszien geteilt, der klassischen attischen Lösung.

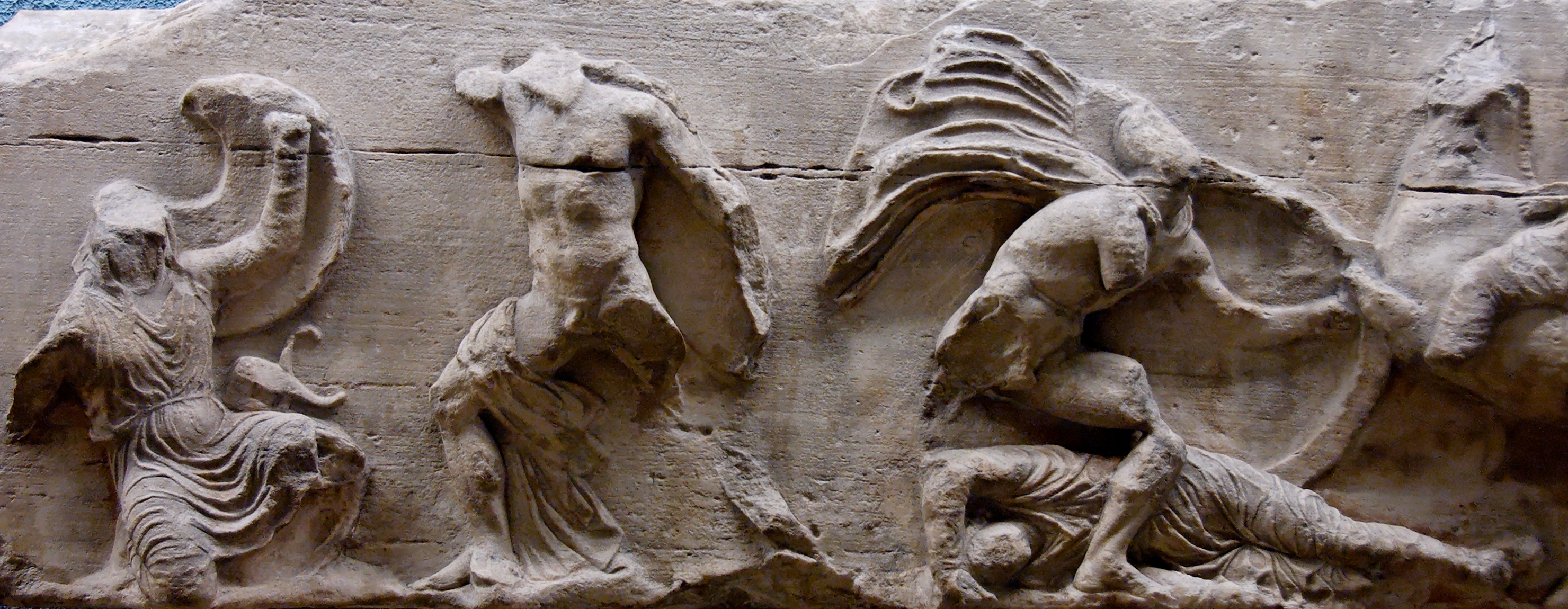
Kampf zwischen Griechen und Barbaren, Block des Südfrieses vom Athena Nike-Tempel

Der darüber folgende Fries war mit figürlichen Reliefs überzogen. Die Ostseite zeigte hierbei eine Götterversammlung um die in der Mitte stehende Athena, den thronenden Zeus und den auf einem Fels sitzenden Poseidon zu ihren Seiten. Die übrigen Friesseiten zeigten Kämpfe zwischen Griechen und Barbaren, wohl Persern, sowie innergriechische Kämpfe an der Westseite, wohl zwischen Athenern und den von Persern unterstützten Böotiern und Thessaliern. Befestigungsspuren auf der Oberseite des Geisons zeigen an, dass die Giebel ursprünglich mit Figuren geschmückt waren. Reste hiervon sind nicht erhalten. Das glatte Geison mit seiner leicht gekurvten Hängeplatte folgte direkt auf dem Fries, der hier den in der kleinasiatisch-ionischen Ordnung üblichen Zahnschnitt ersetzte. Die abschließende Sima war mit bunten Blütenbändern bemalt.

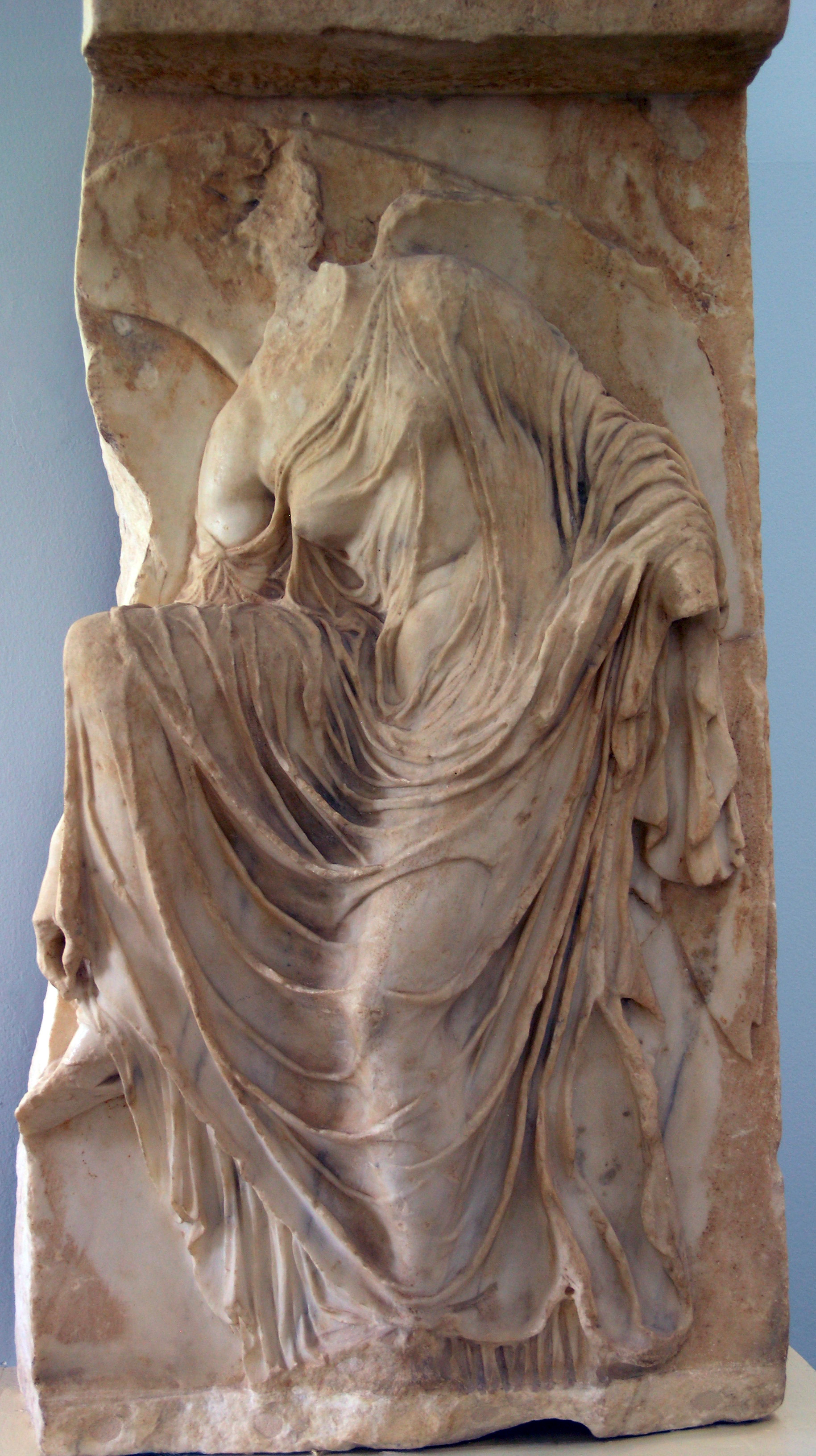
Sandalen gürtende Nike; Teil der Nike-Balustrade

Die Stirnwand der 4,14 × 3,78 Meter großen Cella wurde nur durch zwei freistehende Pfeiler gebildet, die mit den Seitenwänden durch Balustraden oder Gitter verbunden waren. Im 3. Jahrhundert v. Chr. ließ Antigonos II. Gonatas Bilder, die seinen Sieg über die Galater verherrlichten, an den Wänden des Tempels aufhängen.
Die Kultstatue war aus Holz (Xoanon) und zeigte Athena mit einem Granatapfel in der Rechten, einem Helm in der Linken. Die Statue war flügellos und so beschreibt Pausanias lapidar: Rechts des Tores ist ein Tempel der flügellosen Nike. Dieser Name ist im Sprachgebrauch bis heute erhalten geblieben – Niketempel. Bereits Pausanias wusste nicht mehr, dass Nike einer der Aspekte Athenas war. Im Volksmund nannte man die Göttin Nike apteros („flügellose Nike“) und kolportierte die Geschichte, da sie flügellos sei, könne sie den Athenern nicht wegfliegen.
Vor dem Tempel befand sich ein Altar, von dem Reste erhalten sind. 335/334 v. Chr. wurde der Gottheit hier eine Färse, gewählt aus den schönsten, geopfert.
Den Tempel umgab in der Antike an Süd-, West- und Nordseite eine etwa 1,05 Meter hohe, mit Reliefs geschmückte Balustrade. Die Reliefs des Reichen Stils zeigen Niken und Athenen. Sie gehören zu den besten Vertretern des Kunstschaffens dieser Zeit.

## Nachantike bis Neuzeit

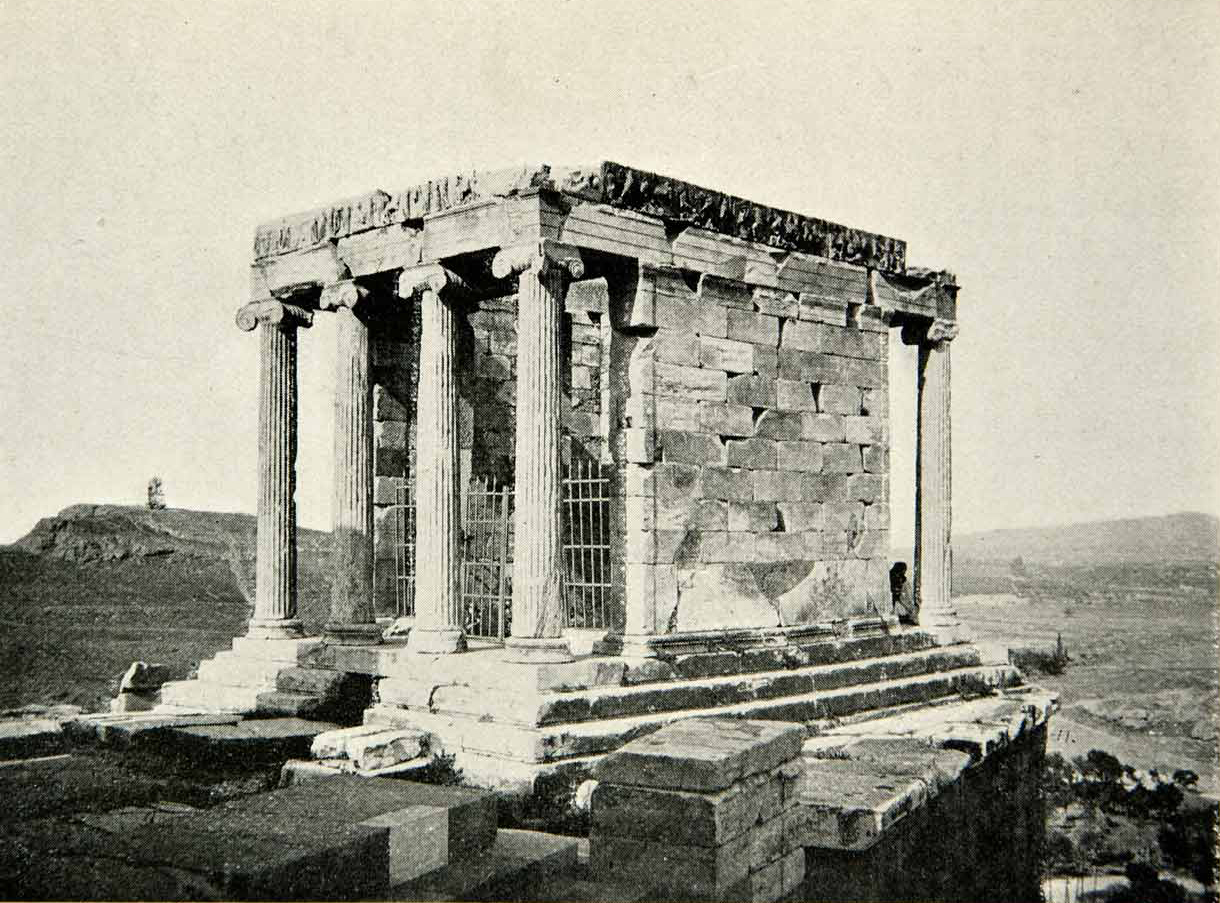
Die erste Anastilosis, Aufnahme von 1900

Der Niketempel stand bis 1687. Fränkische Umgestaltungen des Geländes betrafen zwar den Altar der Athena Nike, nicht aber den Tempel selbst. Im 16. Jahrhundert wurde der Tempel unter den Osmanen in ein Pulvermagazin umgewandelt, große Mengen Pulvers wurden unter dem zuvor herausgerissenen Cellaboden in der Krepis vergraben. Als Jacob Spon und George Wheler im Jahr 1675 den Tempel beschrieben und zeichneten, erwähnten sie auch das in ihm aufbewahrte Pulver. 1687 legten die Osmanen den Tempel nieder, um mit seinen Steinen die Verteidigungsanlagen der Akropolis gegen die Venezier zu verstärken. Das Material wurde zwischen Pinakothek und Bastion verbaut. Auch Teile der Nike-Balustrade wurden in diesem Abschnitt des Bollwerks verarbeitet.
Nach der Befreiung Griechenlands wurden die Bauteile aus dem Bollwerk geborgen, der Tempel 1836 wieder aufgebaut. Es handelt sich um die vermutlich erste Anastilosis eines Gebäudes überhaupt. Bereits im frühen 20. Jahrhundert war der Forschungsstand um den Tempel weitaus fortgeschrittener und auch viele neue Fundstücke waren mittlerweile geborgen worden, so dass sich der griechische Antikendienst entschloss, das Gebäude erneut zu verlegen und wieder neu zu errichten. Diese Arbeiten wurden von Nikolaos Balanos geleitet.
Abermals wurde der Tempel ab 1998 vollständig neu rekonstruiert, um zeitgemäßere Mittel und Methoden einsetzen und um mittlerweile weitere, als zum Tempel gehörig identifizierte Teile integrieren zu können. Diese dritte Anastilosis konnte im September 2010 der Öffentlichkeit übergeben werden. Im Gegensatz zu den älteren Wiederherstellungen wurde auf der Ostseite auch ein Teil des Giebels aus neuem Marmor mit einigen geborgenen und identifizierten älteren Bauteilen rekonstruiert.

## Bauliche Rezeption
Wie auch andere Gebäude der Athener Akropolis, so diente auch der Niketempel zum Vorbild klassizistischer Bauten. Eines davon ist das Mausoleum für Heinrich Schliemann auf dem ersten Athener Friedhof, ein weiteres das May-Grabmal in Radebeul für Karl May.